# ペンシルベニア州副知事
ペンシルベニア州副知事 (Lieutenant Governor of the Commonwealth of Pennsylvania) は、アメリカ合衆国ペンシルベニア州の副知事である。

## 一覧
1. ジョン・ラッタ （民主党） 1875年 - 1879年
2. チャールズ・ウォーレン・ストーン （共和党） 1879年 - 1883年
3. ショーンシー・フォワード・ブラック （民主党） 1883年 - 1887年
4. ウィリアム・T・デイヴィス （共和党） 1887年 - 1891年
5. ルイス・アーサー・ワトレス （共和党） 1891年 - 1895年
6. ウォルター・ライオン （共和党） 1895年 - 1899年
7. ジョン・P・S・ゴービン （共和党） 1899年 - 1903年
8. ウィリアム・M・ブラウン （共和党） 1903年 - 1907年
9. ロバート・S・マーフィー （共和党） 1907年 - 1911年
10. ジョン・M・レイノルズ （共和党） 1911年 - 1915年
11. フランク・B・マクレイン （共和党） 1915年 - 1919年
12. エドワード・E・ベイドルマン （共和党） 1919年 - 1923年
13. デイヴィッド・J・デイヴィス （共和党） 1923年 - 1927年
14. アーサー・H・ジェームズ （共和党） 1927年 - 1931年
15. エドワード・C・シャノン （共和党） 1931年 - 1935年
16. トーマス・ケネディ （民主党） 1935年 - 1939年
17. サミュエル・S・ルイス （共和党） 1939年 - 1943年
18. ジョン・クロムウェル・ベル・ジュニア （共和党） 1943年 - 1947年
19. ダニエル・B・ストリクラー （共和党） 1947年 - 1951年
20. ロイド・H・ウッド （共和党） 1951年 - 1955年
21. ロイ・E・ファーマン （民主党） 1955年 - 1959年
22. ジョン・モーガン・デイヴィス （民主党） 1959年 - 1963年
23. レイモンド・P・シェイファー （共和党） 1963年 - 1967年
24. レイモンド・J・ブロドリック （共和党） 1967年 - 1971年
25. アーネスト・P・クライン （民主党） 1971年 - 1979年
26. ウィリアム・スクラントン3世 （共和党） 1979年 - 1987年
27. マーク・S・シンゲル （民主党） 1987年 - 1995年
28. マーク・S・シュワイカー （共和党） 1995年 - 2001年
29. ロバート・ジューブライアラー （共和党） 2001年 - 2003年
30. キャサリン・ベイカー・ノール （民主党） 2003年 - 2008年
31. ジョゼフ・B・スカーナティ3世 （共和党） 2008年 - 2011年
32. ジム・コーリー （共和党） 2011年 - 現在